# 奥珀尔 (怀俄明州)
奥珀尔（英語：Opal）是美国怀俄明州林肯县下属的一座城鎮。该鎮的人口在2000年为102人，2010年有96，2011年则估计有97人。